# Romantiska vägen
Romantiska vägen (tyska Romantische Straße, annan stavning Romantische Strasse), är en term som infördes på 1950-talet inom turistverksamheten som benämning på en landsvägssträcka genom delstaterna Bayern och Baden-Württemberg i Tyskland. Sträckan går från Würzburg i norr till Füssen i söder.
Städer och sevärdheter längs vägen är (avstickare markerade med stjärna): Würzburg, Wertheim, Tauberbischofsheim, Lauda-Köningshofen, Bad Mergentheim, Weikersheim, Röttingen, Creglingen, Rothenburg ob der Tauber, Schilingsfürst, Feuchtwangen, Dinkelsbühl, Schloss Baldern, Wallerstein, Nördlingen, Harburg, Donauwörth, Augsburg, Friedberg, Landsberg am Lech, Hohenfurch, Schongau, Peiting, Rottenbuch, Wildsteig, Steingaden, Wieskirche, Halblech, Schwangau, Schloss Neuschwanstein, Zugspitze, Füssen.

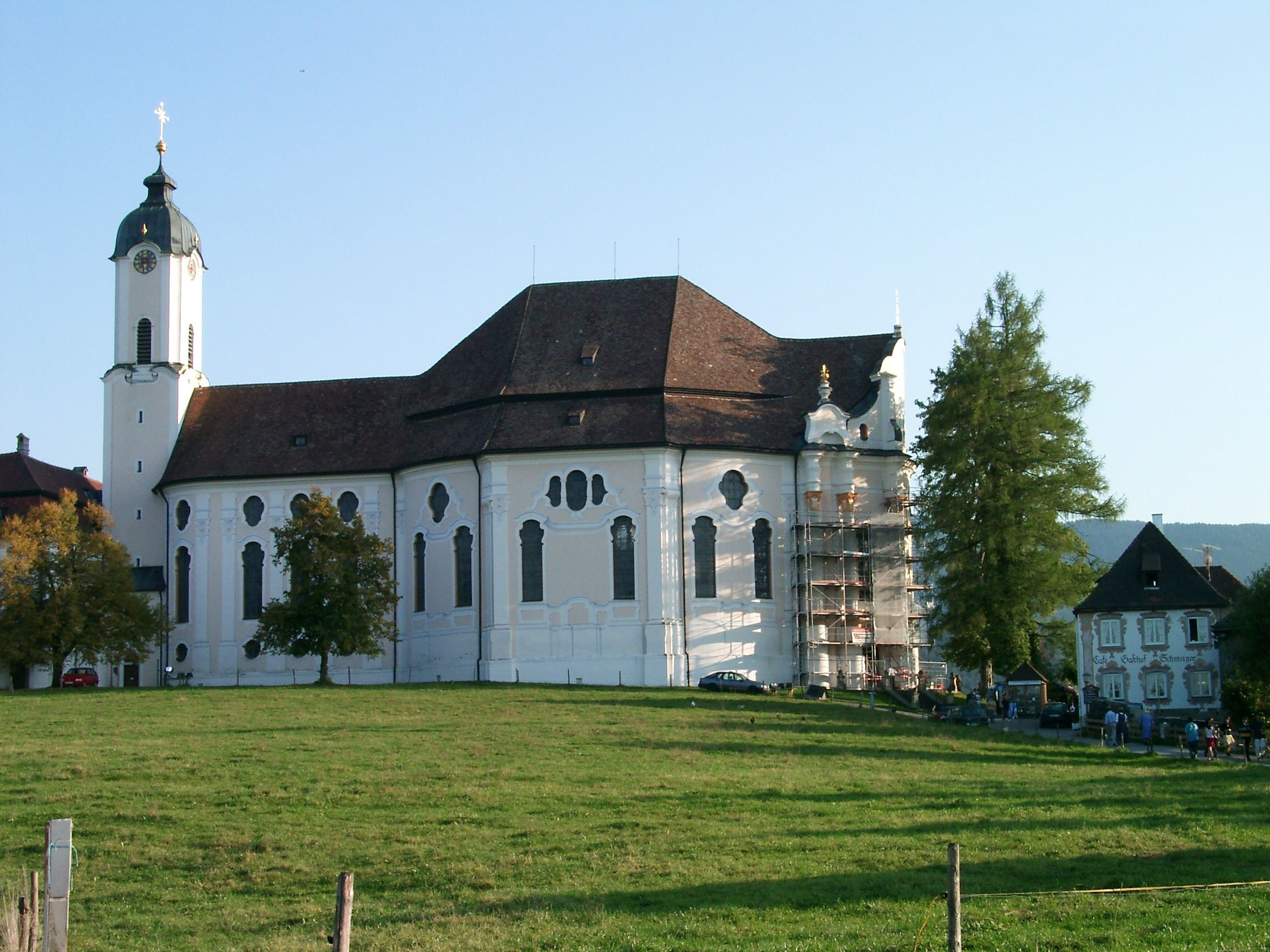
Wieskirche år 2003.
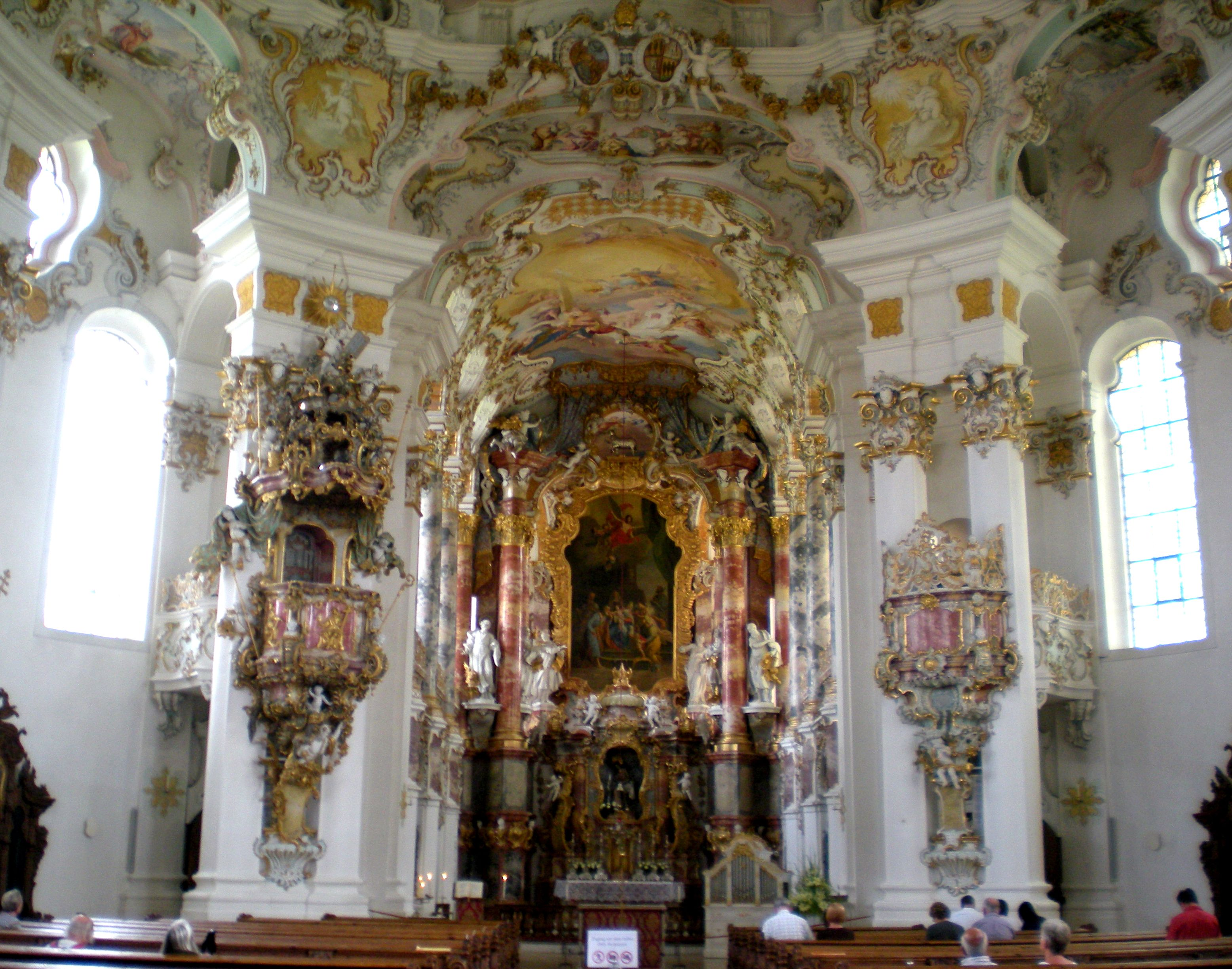
Altare i Wieskirche.
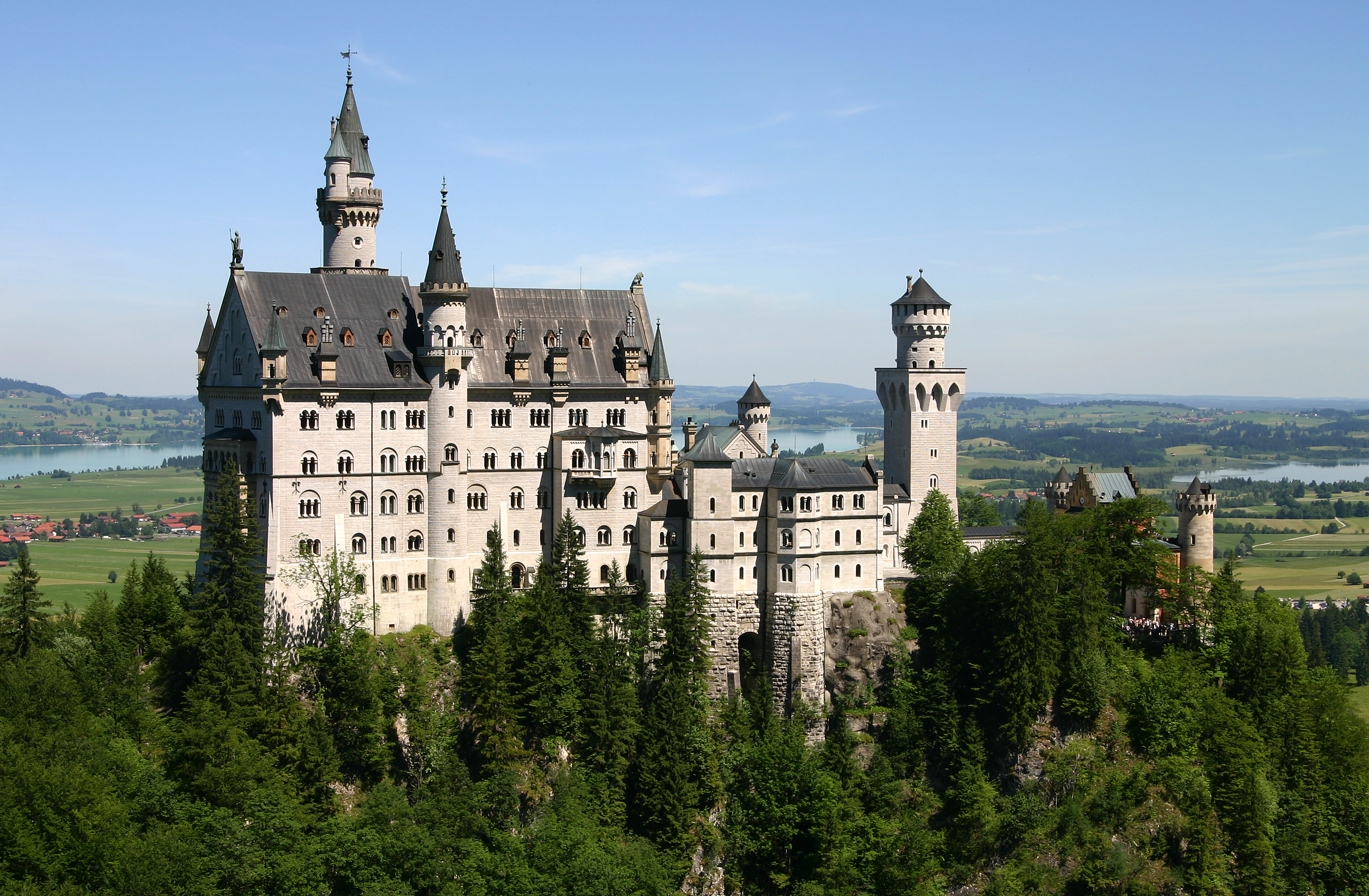
Slottet Neuschwanstein utanför Füssen.
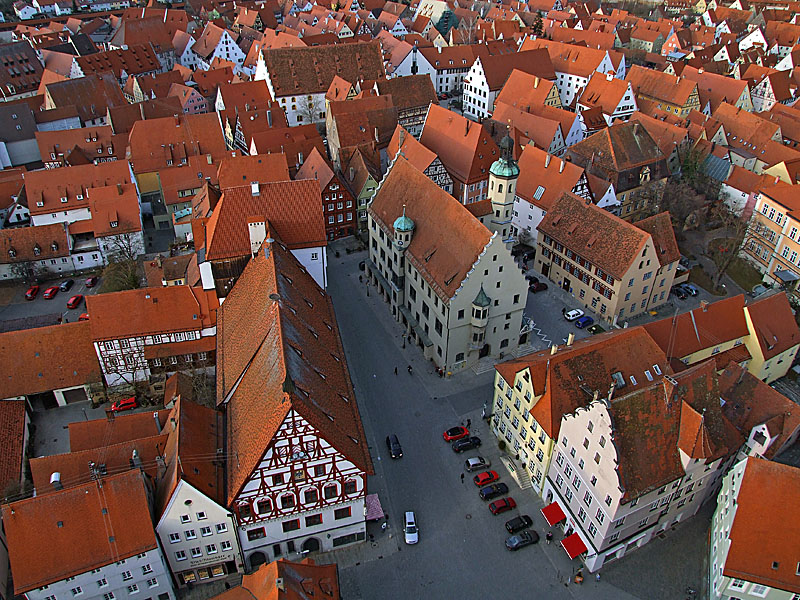
Nördlingen.